# ریکی سورسا
ریکی سورسا (به انگلیسی: Riki Sorsa) (زاده ۲۶ دسامبر ۱۹۵۲-درگذشته ۱۰ می ۲۰۱۶) خواننده فنلاندی بود.
او در یوروویژن ۱۹۸۱ نماینده فنلاند بود.